# Adam Page
Stephen Blake Woltz (n. 27 iulie 1991, Virginia, SUA), cunoscut sub numele său de ring „Hangman” Adam Page, este un wrestler american.